# Operacija Motorman
Operacija Motorman bila je operacija koju je izvela britanska vojska u Sjevernoj Irskoj tijekom Sjevernoirskog sukoba. 
Operaacija započinje u četiri sata ujutro 31. srpnja 1972., s ciljem da bi se osvojili bezzakonske oblasti (koje je kontrolirala Privremena IRA koje je osnovana u Derryju i Belfastu poslije Operacije Demetrius godinu dana ranije. U akciji je sudjelovalo 22 000 britanskih vojnika iz 27. pješačkih bataljuna i dvije oklopne regimente, koje su bile potpomognute s 5300 osoba pripadnika Ulsterske obrambene regimente. Nekoliko oklopnih vozila tipa Centurion AVRE je upotrebljeno u operaciji. Ovo su bila jedina oklopna vozila koja su upotrebljena tijekom sukoba u Sjevernoj Irskoj. Privremena i službena IRA nisu bile naoružane za sukob protiv armije i nisu ni polušale braniti svoje četvrti.
Tijekom operacije Motorman britanska vojska ubila je 15-o godišnjeg Daniela Hegartya u Cregganu i povrijedila dvojicu njegovih rođaka. U lipnju 2007., 35 godina kasnije, britansko ministarstvo obrane objavilo je dokument u kojem je opisalo Daniela Hegartya kao naoružanog teroristu. U kolovozu pak ministarstvo obrane povlači optužbe i moli za oprost zbog dokumenta, s riječima da je "Daniel bio nevin i da poveznica o njemu kao teroristi je netočna."
Poznati član IRA-e Seamus Bradley, 19 godina star, ustrijeljen je ubrzo nakon incidenta u istoj stambenoj četvrti. Han sköts i benet och förblödde medan han var i brittiska arméns förvar.
Nekoliko sati poslije uspjeha operacije Motorman desio se atentat u Claudyju; u kom su eksplodirale tri automobilske bombe na glavnoj ulici u naselju Claudy tijekom kog je poginulo 9 osoba.